# Hersberg
Hersberg (schweizerdeutsch Herschbrg) ist eine politische Gemeinde und ein Dorf im Bezirk Liestal des Kantons Basel-Landschaft in der Schweiz.

## Geographie
Hersberg liegt am Osthang des Dombergs zwischen Arisdorf und Liestal. Weitere Nachbargemeinden sind Lausen, Nusshof, Olsberg und Sissach. Zu Olsberg gehört die Exklave Spärge, ein rund 1,4 Hektaren grosses Waldstück in einer Senke zwischen den Erhebungen Eileten und Halmet.
Zudem befindet sich auf Hersberger Boden auch die Autobahnausfahrt von Arisdorf in Richtung Basel.

## Geschichte
1226 wurde Hersberg erstmals urkundlich erwähnt. Aufgrund des Namens vermutet man einen alemannischen Ursprung. Die Verbindung von Personennamen (wie z. B. Heri oder Hari) und «‑berg» war bei den Alemannen sehr verbreitet. 1461 kam das Dorf unter die Herrschaft der Stadt Basel. Im Dreissigjährigen Krieg wurde Hersberg, das an das damals habsburgische Fricktal grenzte, von spanischen Soldaten geplündert. Auch von der Pest blieb es nicht verschont.

## Öffentlicher Verkehr
Die Autobus AG Liestal verbindet Seltisberg mit den Nachbarsgemeinden. Am Bahnhof Liestal besteht Anschluss nach Basel sowie Olten.
- 72 Lupsingen – Seltisberg – Liestal, Bahnhof – Hersberg – Arisdorf – Giebenach – Kaiseraugst – Augst

## Wappen
Das Wappen existiert seit 1945. Es stellt einen roten Stufengiebel auf weissem Grund dar, der auf einem grünen Dreiberg steht. Der Stufengiebel symbolisiert den Hof, aus dem sich das Dorf entwickelt hat. Über ihm befindet sich ein Querstreifen, der ein rot-weisses Schachbrett-Muster enthält.